# دوروثي لي
دوروثي لي (بالإنجليزية: Dorothy Lee)‏ هي قسيسة أسترالية، ولدت في 1953 في اسكتلندا في المملكة المتحدة.